# César 2005

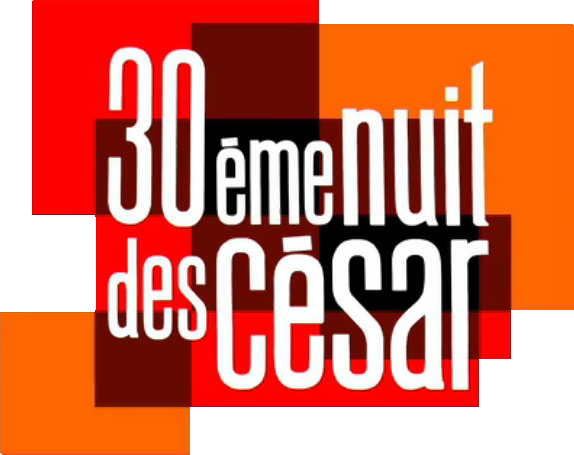
Logo der 30. César-Verleihung

Die 30. Verleihung der Césars fand am 26. Februar 2005 im Théâtre du Châtelet in Paris statt. Präsidentin der Verleihung war die Schauspielerin Isabelle Adjani. Ausgestrahlt wurde die Verleihung, die das zweite Jahr in Folge von dem Schauspieler Gad Elmaleh moderiert wurde, vom französischen Fernsehsender Canal+.
Mit Berücksichtigungen in zwölf Kategorien führte in diesem Jahr Jean-Pierre Jeunets Mathilde – Eine große Liebe mit deutlichem Abstand das Feld der Nominierten an. Das Filmdrama über eine junge Frau, die sich nach Ende des Ersten Weltkriegs auf die Suche nach ihrem totgeglaubten Verlobten begibt, erhielt damit fast ebenso viele Nominierungen wie Jeunets vorheriger Film Die fabelhafte Welt der Amélie, der 2002 13-fach nominiert gewesen war und in dem Audrey Tautou ebenfalls die Titelrolle gespielt hatte. Mit fünf Preisen konnte Mathilde – Eine große Liebe am Ende eine Auszeichnung mehr als Die fabelhafte Welt der Amélie verzeichnen. In den wichtigen Kategorien Bester Film und Beste Regie musste sich das Filmdrama jedoch Abdellatif Kechiches L’Esquive geschlagen geben. Kechiches hauptsächlich mit Laiendarstellern besetztes Filmdrama über eine Gruppe Jugendlicher aus einem Pariser Banlieue, die ein Theaterstück einstudiert, konnte mit dem Preis für das beste Drehbuch und mit Sara Forestier als bester Nachwuchsdarstellerin zwei weitere Césars gewinnen. Hatte Audrey Tautou 2002 in der Kategorie Beste Hauptdarstellerin noch gegenüber Emmanuelle Devos das Nachsehen, unterlagen beide in diesem Jahr der Darbietung von Yolande Moreau in dem Liebesdrama Wenn die Flut kommt, für das Moreau zusammen mit Gilles Porte auch das Drehbuch geschrieben und die Regie übernommen hatte. Der Film über eine durch die Provinz tingelnde Alleinunterhalterin, die sich auf eine Beziehung mit einem arbeitslosen Lebenskünstler einlässt, konnte letztlich auch die Kategorie Bestes Erstlingswerk für sich entscheiden.
Als beste Nebendarstellerin erhielt Marion Cotillard für Mathilde – Eine große Liebe ihren ersten César. Gaspard Ulliel konnte mit seinem Auftritt in diesem Film ebenfalls überzeugen und den Preis als bester Nachwuchsdarsteller gewinnen. Als bester Hauptdarsteller wurde Mathieu Amalric für seine Rolle in Arnaud Desplechins in Rückblenden erzähltem und siebenfach nominiertem Film Das Leben ist seltsam ausgezeichnet. In der Kategorie Bester ausländischer Film setzte sich am Ende Sofia Coppolas Lost in Translation durch. Die Ehrenpreisträger in diesem Jahr waren die Schauspieler Jacques Dutronc und Will Smith.

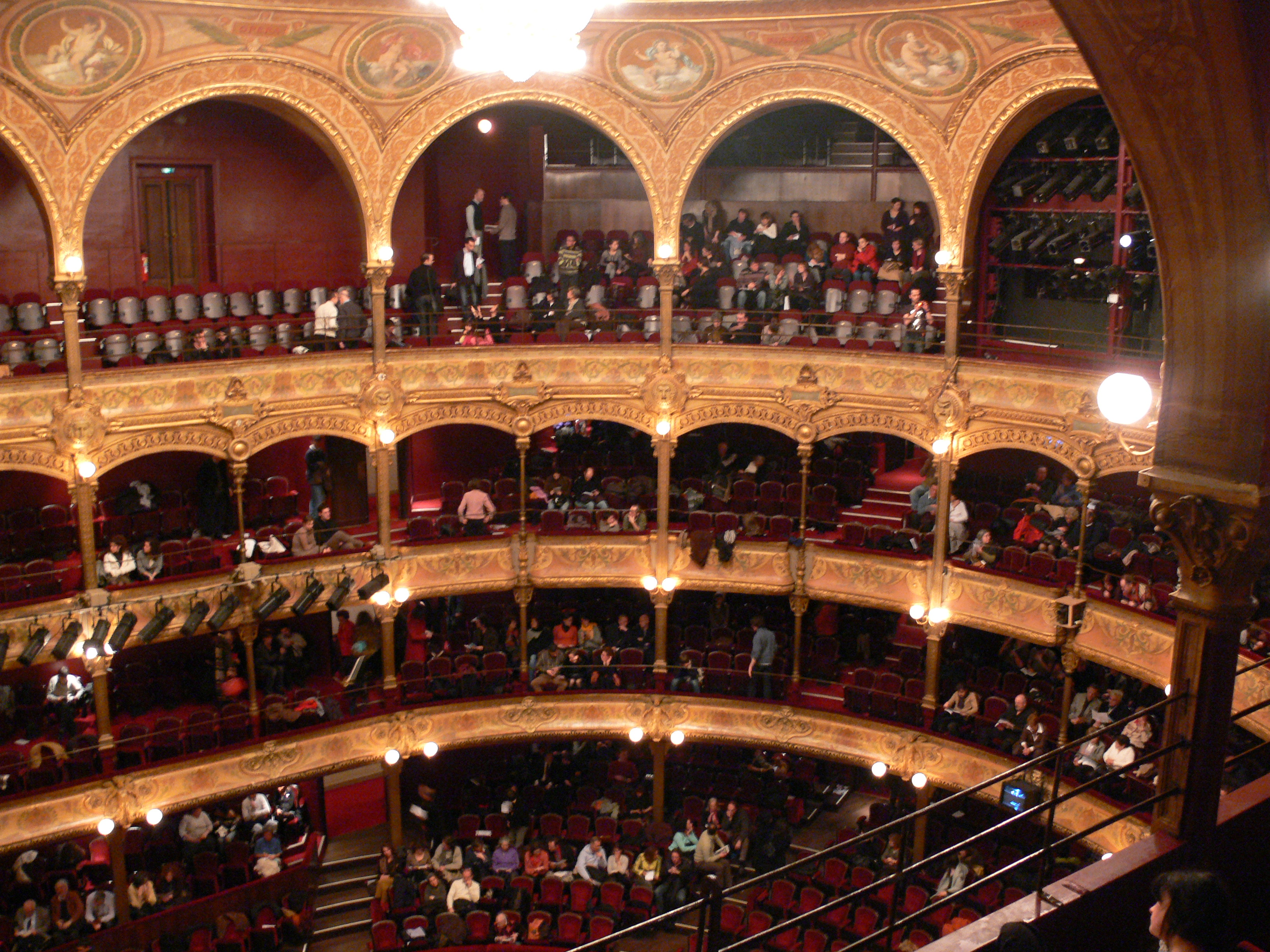
Das Théâtre du Châtelet, der Veranstaltungsort der Verleihung

## Gewinner und Nominierungen

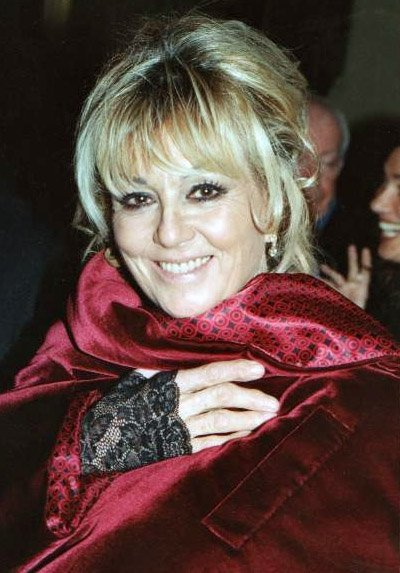
Die als beste Nebendarstellerin nominierte Mylène Demongeot bei der Verleihung

| Statistik (Filme mit mehr als einer Nominierung) N=Nominierung; A=Auszeichnung |    |   |
| Film                                                                           | N  | A |
| Mathilde – Eine große Liebe                                                    | 12 | 5 |
| Die Kinder des Monsieur Mathieu                                                | 8  | 2 |
| 36 tödliche Rivalen                                                            | 8  | 0 |
| Das Leben ist seltsam                                                          | 7  | 1 |
| L’Esquive                                                                      | 6  | 4 |
| Podium                                                                         | 5  | 0 |
| Die Frau des Leuchtturmwärters                                                 | 3  | 0 |
| Die Perlenstickerinnen                                                         | 3  | 0 |
| Wenn die Flut kommt                                                            | 2  | 2 |
| Zwei Brüder                                                                    | 2  | 1 |
| Clean                                                                          | 2  | 0 |
| Eine einmalige Chance                                                          | 2  | 0 |
| Schau mich an!                                                                 | 2  | 0 |

### Bester Film (Meilleur film)
L’Esquive (L’esquive) – Regie: Abdellatif Kechiche
- 36 tödliche Rivalen (36 Quai des Orfèvres) – Regie: Olivier Marchal
- Die Kinder des Monsieur Mathieu (Les choristes) – Regie: Christophe Barratier
- Das Leben ist seltsam (Rois et reine) – Regie: Arnaud Desplechin
- Mathilde – Eine große Liebe (Un long dimanche de fiançailles) – Regie: Jean-Pierre Jeunet

### Beste Regie (Meilleur réalisateur)
Abdellatif Kechiche – L’Esquive (L’esquive)
- Christophe Barratier – Die Kinder des Monsieur Mathieu (Les choristes)
- Arnaud Desplechin – Das Leben ist seltsam (Rois et reine)
- Jean-Pierre Jeunet – Mathilde – Eine große Liebe (Un long dimanche de fiançailles)
- Olivier Marchal – 36 tödliche Rivalen (36 Quai des Orfèvres)

### Bester Hauptdarsteller (Meilleur acteur)
Mathieu Amalric – Das Leben ist seltsam (Rois et reine)
- Daniel Auteuil – 36 tödliche Rivalen (36 Quai des Orfèvres)
- Gérard Jugnot – Die Kinder des Monsieur Mathieu (Les choristes)
- Benoît Poelvoorde – Podium
- Philippe Torreton – Die Frau des Leuchtturmwärters (L’équipier)

### Beste Hauptdarstellerin (Meilleure actrice)
Yolande Moreau – Wenn die Flut kommt (Quand la mer monte …)
- Maggie Cheung – Clean
- Emmanuelle Devos – Das Leben ist seltsam (Rois et reine)
- Audrey Tautou – Mathilde – Eine große Liebe (Un long dimanche de fiançailles)
- Karin Viard – Le rôle de sa vie

### Bester Nebendarsteller (Meilleur acteur dans un second rôle)
Clovis Cornillac – Lügen & lügen lassen (Mensonges et trahisons et plus si affinités …)
- François Berléand – Die Kinder des Monsieur Mathieu (Les choristes)
- André Dussollier – 36 tödliche Rivalen (36 Quai des Orfèvres)
- Maurice Garrel – Das Leben ist seltsam (Rois et reine)
- Jean-Paul Rouve – Podium

### Beste Nebendarstellerin (Meilleure actrice dans un second rôle)
Marion Cotillard – Mathilde – Eine große Liebe (Un long dimanche de fiançailles)
- Ariane Ascaride – Die Perlenstickerinnen (Brodeuses)
- Mylène Demongeot – 36 tödliche Rivalen (36 Quai des Orfèvres)
- Julie Depardieu – Podium
- Émilie Dequenne – Die Frau des Leuchtturmwärters (L’équipier)

### Bester Nachwuchsdarsteller (Meilleur jeune espoir masculin)
Gaspard Ulliel – Mathilde – Eine große Liebe (Un long dimanche de fiançailles)
- Osman Elkharraz – L’Esquive (L’esquive)
- Damien Jouillerot – Das Alphabet des Lebens (Les fautes d’orthographe)
- Jérémie Renier – Eine einmalige Chance (Violence des échanges en milieu tempéré)
- Malik Zidi – Changing Times (Les temps qui changent)

### Beste Nachwuchsdarstellerin (Meilleur jeune espoir féminin)
Sara Forestier – L’Esquive (L’esquive)
- Marilou Berry – Schau mich an! (Comme une image)
- Lola Naymark – Die Perlenstickerinnen (Brodeuses)
- Sabrina Ouazani – L’Esquive (L’esquive)
- Magalie Woch – Das Leben ist seltsam (Rois et reine)

### Bestes Erstlingswerk (Meilleur premier film)
Wenn die Flut kommt (Quand la mer monte …) – Regie: Gilles Porte und Yolande Moreau
- Eine einmalige Chance (Violence des échanges en milieu tempéré) – Regie: Jean-Marc Moutout
- Die Kinder des Monsieur Mathieu (Les choristes) – Regie: Christophe Barratier
- Die Perlenstickerinnen (Brodeuses) – Regie: Éléonore Faucher
- Podium – Regie: Yann Moix

### Bestes Drehbuch (Meilleur scénario original ou adaptation)
Abdellatif Kechiche und Ghalya Lacroix – L’Esquive (L’esquive)
- Arnaud Desplechin und Roger Bohbot – Das Leben ist seltsam (Rois et reine)
- Agnès Jaoui und Jean-Pierre Bacri – Schau mich an! (Comme une image)
- Dominique Loiseau, Olivier Marchal, Franck Mancuso und Julien Rappeneau – 36 tödliche Rivalen (36 Quai des Orfèvres)
- Jean-Pierre Jeunet und Guillaume Laurant – Mathilde – Eine große Liebe (Un long dimanche de fiançailles)

### Beste Filmmusik (Meilleure musique écrite pour un film)
Bruno Coulais – Die Kinder des Monsieur Mathieu (Les choristes)
- Angelo Badalamenti – Mathilde – Eine große Liebe (Un long dimanche de fiançailles)
- Tony Gatlif und Delphine Mantoulet – Exil (Exils)
- Nicola Piovani – Die Frau des Leuchtturmwärters (L’équipier)

### Bestes Szenenbild (Meilleurs décors)
Aline Bonetto – Mathilde – Eine große Liebe (Un long dimanche de fiançailles)
- François Chauvaud – Die Kinder des Monsieur Mathieu (Les choristes)
- Jean-Pierre Fouillet – Immortal – New York 2095: Die Rückkehr der Götter (Immortel (ad vitam))

### Beste Kostüme (Meilleurs costumes)
Madeline Fontaine – Mathilde – Eine große Liebe (Un long dimanche de fiançailles)
- Catherine Bouchard – Podium
- Pierre-Jean Larroque – Arsène Lupin – Der König unter den Dieben (Arsène Lupin)

### Beste Kamera (Meilleure photographie)
Bruno Delbonnel – Mathilde – Eine große Liebe (Un long dimanche de fiançailles)
- Jean-Marie Dreujou – Zwei Brüder (Deux frères)
- Éric Gautier – Clean

### Bester Ton (Meilleur son)
Daniel Sobrino, Nicolas Cantin und Nicolas Naegelen – Die Kinder des Monsieur Mathieu (Les choristes)
- Pierre Mertens, François Maurel, Sylvain Lasseur und Joël Rangon – 36 tödliche Rivalen (36 Quai des Orfèvres)
- Jean Umansky, Gérard Hardy und Vincent Arnardi – Mathilde – Eine große Liebe (Un long dimanche de fiançailles)

### Bester Schnitt (Meilleur montage)
Noëlle Boisson – Zwei Brüder (Deux frères)
- Hachdé – 36 tödliche Rivalen (36 Quai des Orfèvres)
- Hervé Schneid – Mathilde – Eine große Liebe (Un long dimanche de fiançailles)

### Bester Kurzfilm (Meilleur court métrage)
Cousines – Regie: Lyes Salem
- Hymne à la gazelle – Regie: Stéphanie Duvivier
- Les parallèles – Regie: Nicolas Saada
- La méthode Bourchnikov – Regie: Grégoire Sivan

### Bester europäischer Film (Meilleur film de l’Union européenne)
Just a Kiss (Ae Fond Kiss), Großbritannien/Belgien/Deutschland/Italien/Spanien – Regie: Ken Loach

Das Leben ist ein Wunder (Život je čudo), Frankreich/Serbien und Montenegro – Regie: Emir Kusturica
- La mala educación – Schlechte Erziehung (La mala educación), Spanien – Regie: Pedro Almodóvar
- Mondovino – Die Welt des Weins (Mondovino), Frankreich/Italien/USA/Argentinien – Regie: Jonathan Nossiter
- Sarabande (Saraband), Schweden – Regie: Ingmar Bergman

### Bester ausländischer Film (Meilleur film étranger)
Lost in Translation, USA/Japan – Regie: Sofia Coppola
- 21 Gramm (21 Grams), USA – Regie: Alejandro González Iñárritu
- Die Reise des jungen Che (Diarios de motocicleta), USA/Deutschland/Großbritannien/Argentinien/Chile/Peru – Regie: Walter Salles
- Vergiss mein nicht! (Eternal Sunshine of the Spotless Mind), USA – Regie: Michel Gondry
- Fahrenheit 9/11, USA – Regie: Michael Moore

## Ehrenpreis (César d’honneur)
- Jacques Dutronc, französischer Schauspieler und Sänger
- Will Smith, US-amerikanischer Schauspieler, Filmproduzent und Rapper